# Cau hòa lý
Đùng đình lá kép một lần hay đùng đình mảnh, cau hòa lý (danh pháp hai phần: Wallichia gracilis) là loài thực vật thuộc họ Cau. 
Đây là loài bản địa của Việt Nam và Trung Quốc (Quảng Tây, Vân Nam).